# William Kenyon-Slaney
William Slaney Kenyon-Slaney (ur. 24 sierpnia 1847 w Radźkocie, zm. 24 kwietnia 1908) – angielski piłkarz, krykiecista, polityk. Zdobywca pierwszego gola w meczu międzypaństwowym.

## Życiorys
William Slaney Kenyon-Slaney urodził się w Indiach Brytyjskich jako syn Williama Kenyona, kapitana 2. Bobmajskiej Kawalerii oraz Frances Catherine Slaney, córki Roberta A. Slaneya z Shropshire. Po śmierci ojca w 1862 roku rodzina przeniosła się do Shifnal.
Kenyon-Slaney studiował na Eton College i krótko na Christ Church w Oksfordzie. W listopadzie 1867 roku opuścił Oksford i dostał prowizję do 3. Batalionu Grenadier Guards. Był sportowcem grał w krykieta dla Marylebone Cricket Club i piłkę nożną. W 1873 roku został powołany do reprezentacji Anglii na mecz z reprezentacji Szkocji, w którym dnia 8 marca b.r. w drugiej minucie strzelił bramkę, która jest zarazem pierwszą bramką strzeloną w meczu międzypaństwowym w historii. W tym meczu Kenyon-Slaney strzelił 2 bramki, a jego reprezentacja wygrała mecz 4:2.
W 1882 roku pod dowództwem sir Garneta Wolseleya brał udział w bitwie pod Tel-el-Kebir podczas Rewolucji Arabskiej. W 1887 roku został odznaczony Colonelem, a pięć lat później w 1892 roku całkowicie wycofał się z wojska.
W latach 1886–1908 zasiadał w brytyjskim parlamencie jako członek Partii Konserwatywnej.

## Życie prywatne
Dnia 22 lutego 1887 roku ożenił się z Mabel Seliną Bridgeman, córką Orlando Bridgemana, 3. hrabi Bradford. Mieli dwójkę dzieci: córkę Sybil Agnes Kenyon-Slaney (ur. 1888) i syna Roberta Orlando Rodolpha Kenyon-Slaneya (ur. 1892). Zmarł 24 kwietnia 1908 roku w Shifnal na atak serca. Został pochowany w St Andrew's Parish Churchyard w Rytonie.

### Mecze i gole w reprezentacji
|    | Data        | Miasto | Przeciwnik | Gol | Wynik | Rozgrywki  |
| -- | ----------- | ------ | ---------- | --- | ----- | ---------- |
| 1. | 8 marca1873 | Londyn | Szkocja    | ,   | 4:2   | Towarzyski |

## Sukcesy

### Wanderers F.C.
- Puchar Anglii: 1873 z Wanderers F.C.